# Дунайська бановина

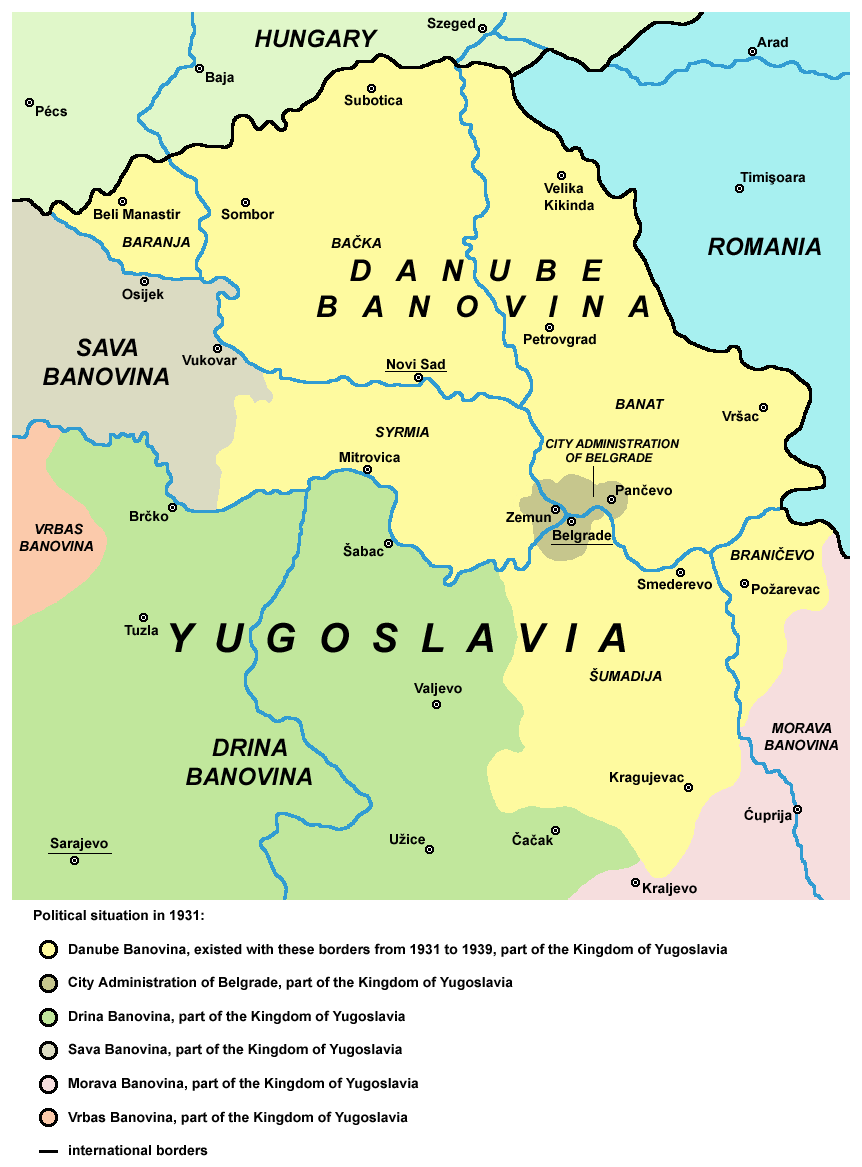
Карта Дунайської бановини із зазначенням історичних областей

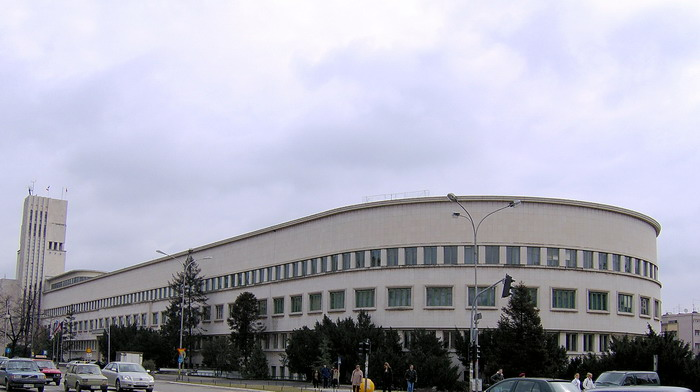
Будівля влади бановини (нині місцеперебування уряду Воєводини) в Новому Саді

Дуна́йська банови́на (сербохорв. Dunavska banovina/Дунавска бановина, угор. Dunai Bánság, нім. Donau-Banschaft) — бановина Королівства Югославії, одна з дев'ятьох провінцій югославської держави за адміністративним поділом, чинним із 1929 по 1941 рік.

## Географія
Дунайська бановина розташовувалася в північно-східній частині королівства, складалася з географічних областей Срем, Бачка, Банат, Бараня, Шумадія та Браничево. На півночі межувала з Угорщиною, на сході — з Румунією, на півдні — з Моравською і Дринською бановиною, на заході — з Дринською та Савською бановинами. В центрі бановини розташовувався Белград, який утворював окрему адміністративну одиницю. Столицею бановини був Новий Сад. Провінцію було названо по річці Дунай.

## Історія
В 1939 р. після утворення бановини Хорватії частина території Дунайської бановини ввійшла до її складу. В 1941 р. територію Бановини було поділено між Угорщиною, незалежною державою Хорватія і окупованою німцями Сербією.
В 1945 р. територію колишньої бановини було розподілено між Соціалістиною Республікою Сербією, Соціалістиною Республікою Хорватією та складовою частиною Сербії Соціалістичним автономним краєм Воєводина.

## Населення
На 1931 р. населення бановини складалося з таких етнічних груп:
- Серби і хорвати — 56,9 %
- Угорці — 18,2 %
- Німці — 16,3 %

Крім того, в провінції проживали словаки, румуни, русини, цигани тощо.

## Бани
- Дака Попович (1929—1930)
- Радослав Дунич (1930)
- Светомир Матич (1930—1931)
- Мілан Ніколич (1931—1933)
- Добриця Маткович (1933—1935)
- Мілойко Васович (1935)
- Светислав Паунович (1935—1936)
- Светислав Раїч (1936—1939)
- Йован Радивоєвич (1939—1940)
- Бранко Кіюрина (1940—1941)
- Милорад Влашкалин (1941)